# Marijke van Mil
Marijke Silvie Constance van Mil (Paramaribo, 6 maart 1963) is een Surinaams-Nederlandse kinderboekenschrijfster. Ook illustreert zij en vertelt ze verhalen.
Marijke van Mil woont sinds ca 1975 in Nederland. Ze heeft in Amsterdam beeldende kunsten gestudeerd.
Bij Vassallucci zijn tot nu toe twee titels van haar hand verschenen: Kikkertje en Slangetje en De zingende drum. Deze zijn gebaseerd op de traditie van mondelinge overlevering van volksverhalen die zij van haar grootmoeder heeft geleerd.